# 3 A.M. (película de 2001)
3 A.M. es una película estadounidense de 2001 dirigida y escrita por Lee Davis, producida por Spike Lee y protagonizada por Danny Glover, Pam Grier, Sergej Trifunović y Michelle Rodriguez.

## Sinopsis
Hershey, Rasha y Salgado son tres taxistas de Nueva York que trabajan para la misma compañía. Su jefe, conocido como Box, advierte a Rasha que lo despedirá si tiene otro accidente. Sin embargo, causa dos accidentes y está convencido de que ha matado a un niño en el segundo. Con la ayuda de Hershey y Cathy, una masajista y prostituta a la que visita a menudo, huye de vuelta a su Bosnia y Herzegovina natal. Poco antes de dejar los Estados Unidos, lee en el periódico que el chico ha sobrevivido.
Después de un matrimonio fallido, Hershey está reacio a comprometerse con su novia George. A ella le preocupa que él pueda ser la próxima víctima de un taxista asesino que ya ha matado a once trabajadores del gremio. Salgado fue obligada a prostituirse cuando tenía doce años, quedó traumatizada y mató a su primer cliente. Ahora cree que su pasajero tiene un demonio guardián que la persigue, así que lo mata a tiros aunque él ruega por su vida.
Mientras Hershey lleva a Rasha al aeropuerto, se encuentran con Salgado, cuyo taxi se ha averiado. La ayudan sin saber que acaba de deshacerse del cuerpo de su pasajero. Ella deja caer su arma en el taxi de Hershey sin darse cuenta. Acto seguido aparece el taxista asesino y Hershey lo mata con el arma de Salgado. Más tarde le propone matrimonio a George, y ella le dice que se lo pida de nuevo la semana siguiente.

## Reparto
| Actor              | Personaje |
| ------------------ | --------- |
| Danny Glover       | Hershey   |
| Pam Grier          | George    |
| Sergej Trifunović  | Rasha     |
| Michelle Rodriguez | Salgado   |
| Sarita Choudhury   | Box       |
| Aasif Mandvi       | Singh     |
| Bobby Cannavale    | José      |
| John Ortiz         | Héctor    |
| Marika Domińczyk   | Cathy     |
| Isaach de Bankolé  | Angus     |